# Garcinia anomala
Garcinia anomala är en tvåhjärtbladig växtart som beskrevs av Jules Émile Planchon och Triana. Garcinia anomala ingår i släktet Garcinia och familjen Clusiaceae. Inga underarter finns listade i Catalogue of Life.